# 제14회 브릭스 정상회의
제14회 브릭스 정상회의(14th BRICS summit) 또는 2022년 브릭스 정상회의는 14번째 연례 브릭스 정상회의로, 브라질, 러시아, 인도, 중국, 남아프리카공화국 등 5개 회원국의 국가 원수 또는 정부 수반이 참석하는 국제 관계 컨퍼런스이다. 중국이 2011년과 2017년에 이어 브릭스 정상회담을 주최한 것은 이번이 세 번째이다. 이 정상회의는 화상 회의를 통해 가상으로 개최되었다.

## 준비통화
이 정상회의의 주된 의제는 새로운 바스켓 유형의 준비통화를 만드는 것이었다. 이 통화는 브릭스 통화를 결합하고 귀금속으로 지원된다.